# Sigillo del Kansas

Stemma del Kansas

Lo stemma del Kansas (ufficialmente in inglese Great Seal of the State of Kansas, ossia Gran Sigillo dello Stato del Kansas) è stato adottato nel 1861.
Esso è di forma circolare ed è circondato da una cornice che reca la scritta Great Seal of the State of Kansas nella parte superiore e la data January 29, 1861 (29 gennaio 1861) nella parte inferiore.
L'immagine vera e propria del sigillo è caratterizzata da diversi simboli:
- il paesaggio con un sole crescente (l'Est),
- il fiume con un battello a vapore (il commercio),
- la casetta di un colono e un uomo in primo piano che ara in un campo con due cavalli (l'agricoltura),
- le carovane che viaggiano verso ovest (civiltà in espansione),
- gli Indiani d'America che cacciano il bisonte americano,
- un gruppo di 34 stelle nella parte superiore del sigillo, che identificano il Kansas quale 34º Stato ad essere accettato nell'unione degli Stati Uniti,
- il motto dello stato Ad astra per aspera (traduzione letterale dal latino: "sino alle stelle attraverso le difficoltà").

Il sigillo è presente anche sulla bandiera del Kansas.